# Château de Tollaincourt
Le château de Tollaincourt est un château de la commune de Tollaincourt dans le sud-ouest du département des Vosges en région Lorraine.

## Histoire

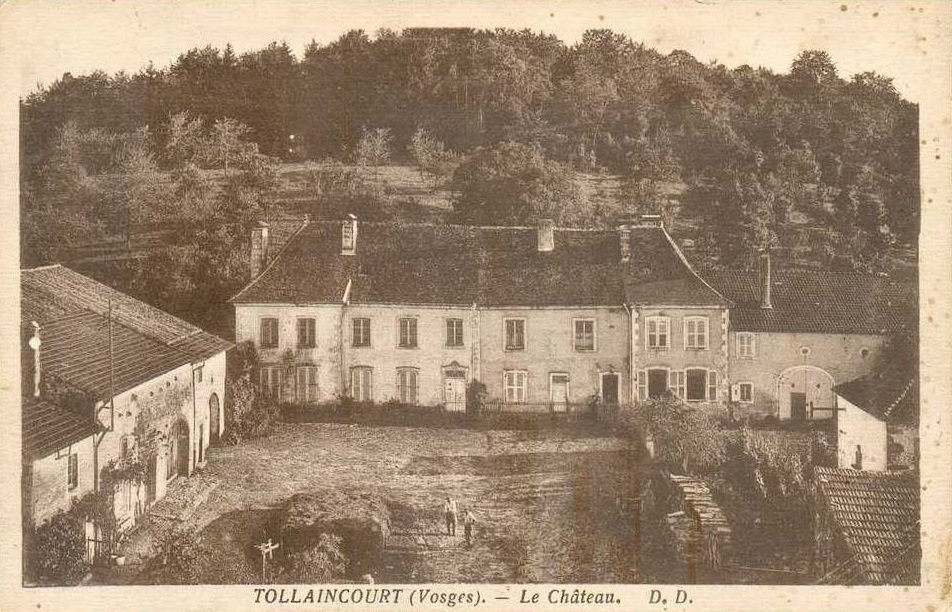
Le château de Tollaincourt au début du XXe siècle

Le château est construit au XVIIIe siècle.
A la veille de la Révolution française, la famille de Tillancourt, originaire de la Meuse, habite le château. Henry de Tillancourt, seigneur de Tollaincourt, est arrêté une première fois en 1793, puis une seconde fois en 1794, et ses biens mis sous séquestre. Relâché, il retrouvera ceux-ci en piteux états, le château ayant été pillé dont sa bibliothèque.
Actuellement la moitié gauche du château est occupée par la mairie de la commune. Il ne fait l'objet d'aucune inscription ou classement au titre des monuments historiques

## Description
C'est sur la hauteur du village que se trouve le château, en face de l'église Saint-Didier. Un portail d'entrée toujours présent accueille le visiteur qui pénètre dans une cour d'honneur bordée à gauche par les anciens communs. En face, le château se présente sous une forme rectangulaire, avec deux niveaux d'élévation sur la façade principale nord. Le porte d'entrée est surmontée d'une croix chrétienne. À l'intérieur se trouvent de belles boiseries et un escalier monumental.
Un grand parc en pente est situé à l'arrière du bâtiment, du côté de la façade sud.

## Galerie d'images

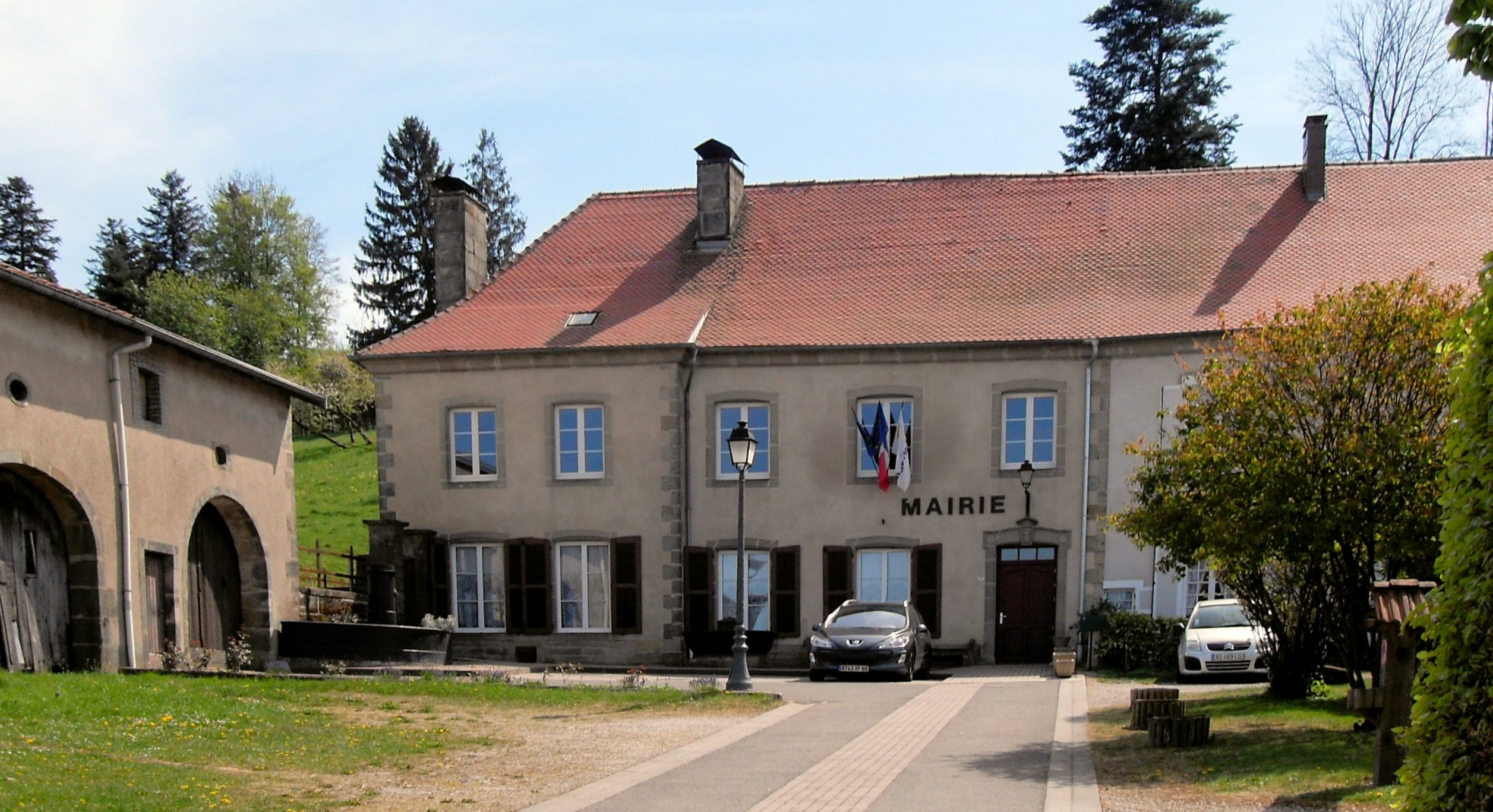
Mairie dans la partie ouest du château (façade nord)
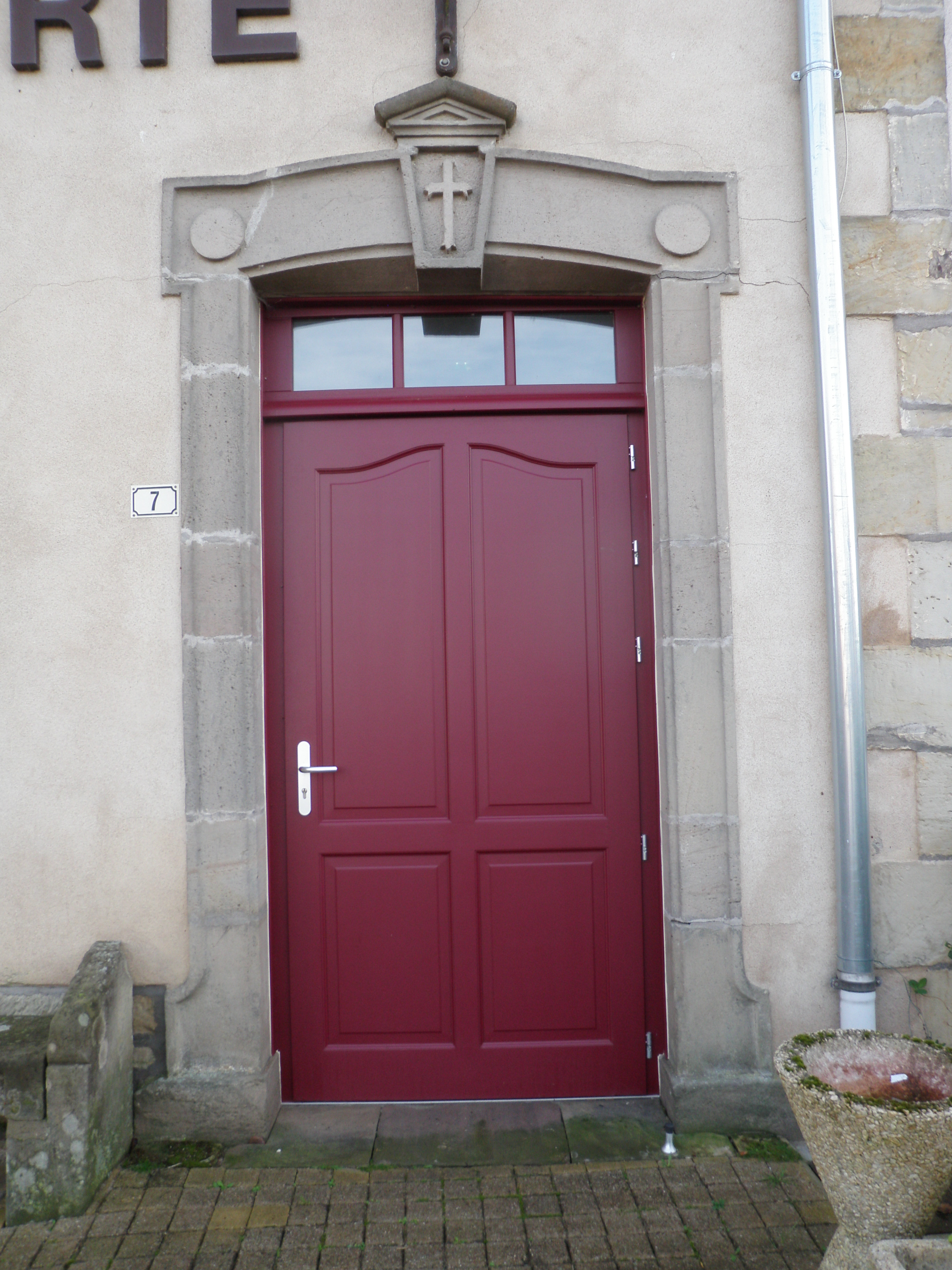
Porte d'entrée du château
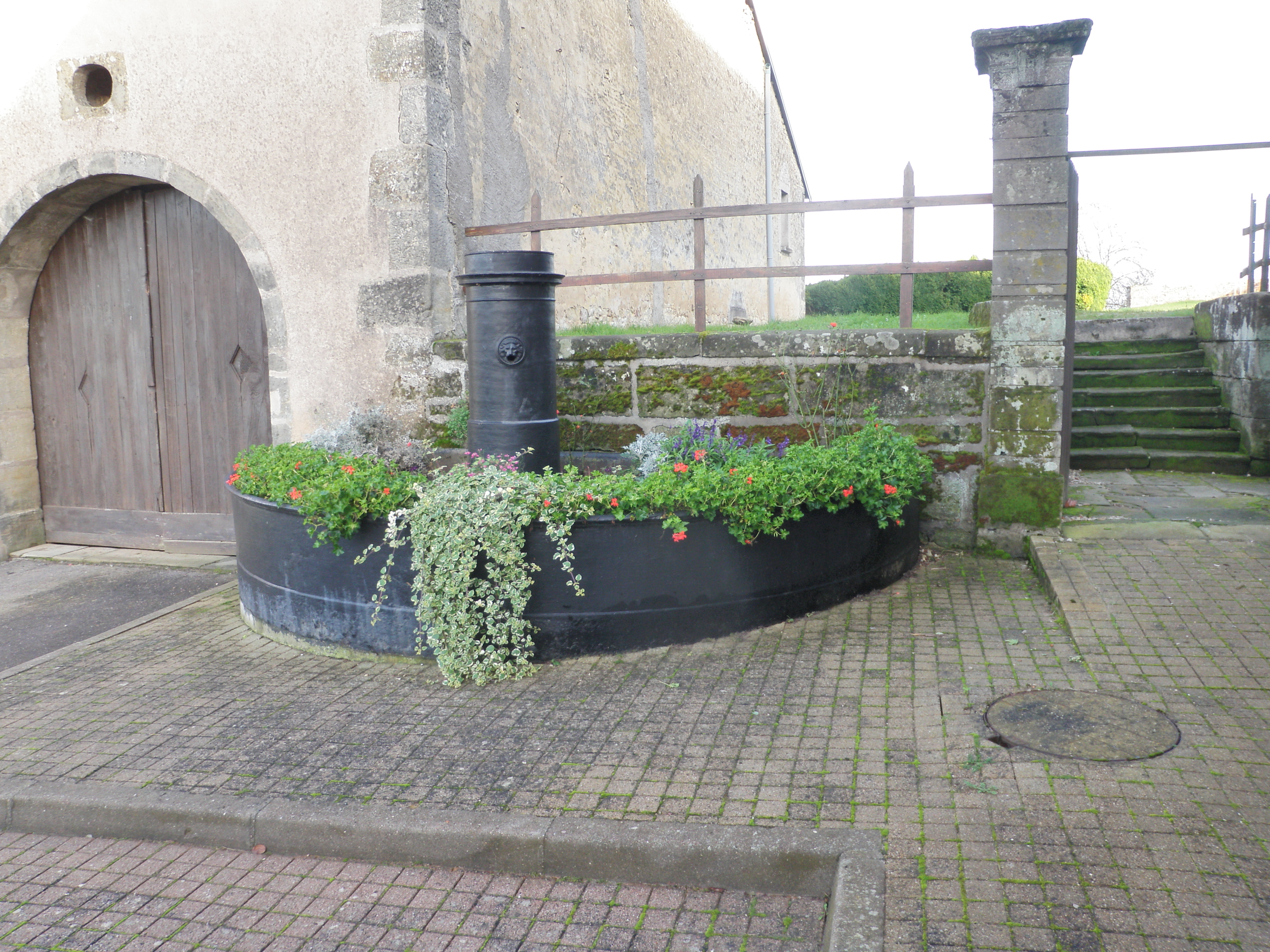
Fontaine en métal devant le château
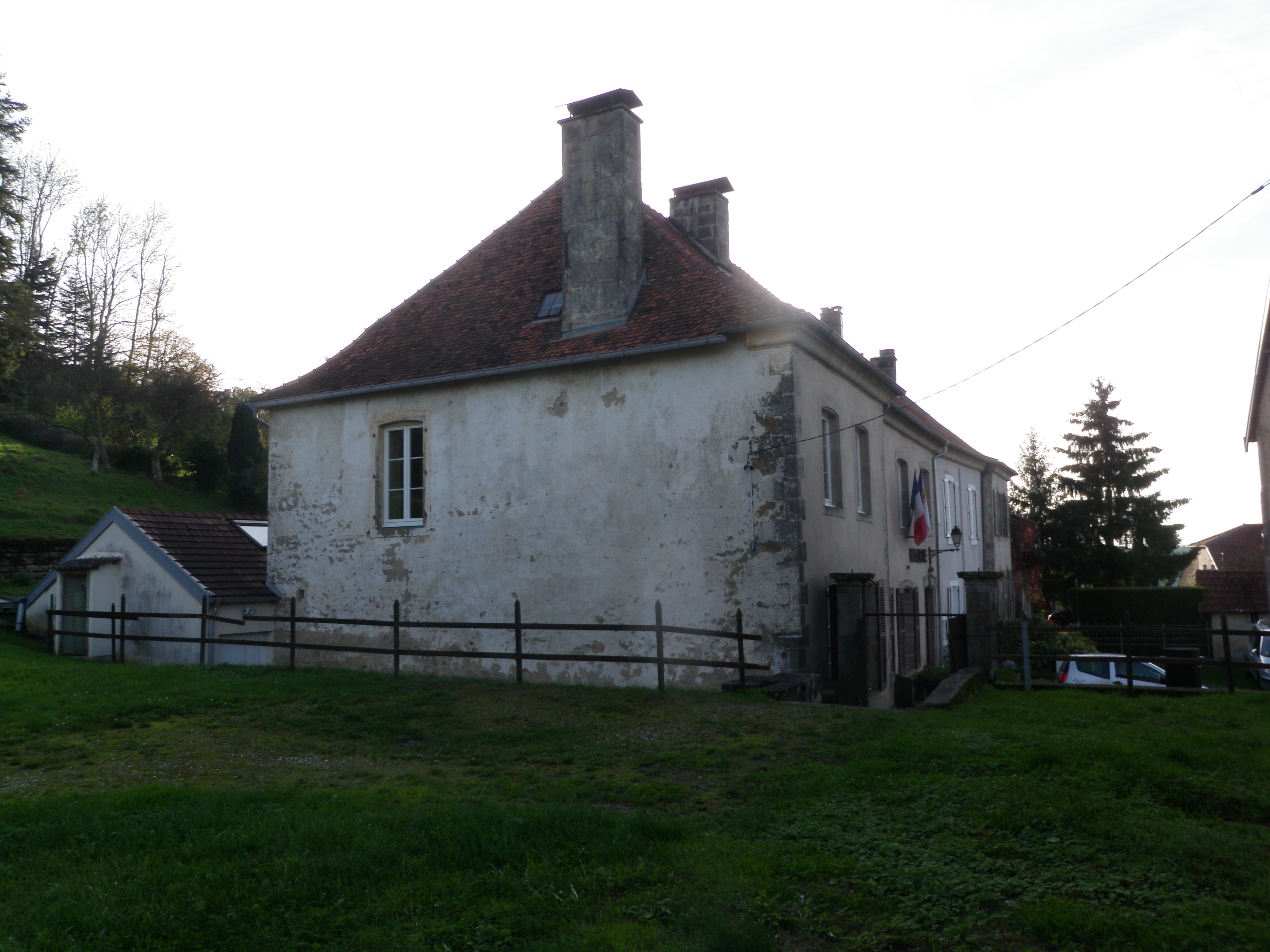
Façade est du château

## Sources
- Jean-François Michel, Châteaux des Vosges, Nouvelles Éditions latines  (ISBN 2-7233-0039-0)